# 连湖站
连湖站位于青海省德令哈市连湖村，是青藏铁路的一座车站，距离西宁站573公里，于1979年启用，现由青藏铁路公司营运。车站现为四等站，承担货运业务。